# Aït Seddat
 (juin 2025).
- Si vous ne connaissez pas le sujet, laissez ce bandeau (vous pouvez alors contacter les auteurs).
- Si vous supprimez le contenu mis en cause (vous pouvez préalablement contacter les auteurs),

argumentez précisément cette suppression dans la page de discussion
(un manque de référence n'est pas un argument ; une recherche réelle de référence doit avoir été effectuée, être formellement documentée).
 (juin 2025).
Aït Seddat (en berbère : ⴰⵢⵜ ⵙⴻⴷⴷⴰⵜ) est une fraction ou tribu appartenant à la confédération des Senhaja Sraïr, située dans le Rif central, au nord du Maroc. Elle fait partie des groupes amazighs (berbères) ayant conservé leur langue, leur structure sociale traditionnelle et leur attachement à leur territoire montagneux.

## Géographie
Le territoire des Aït Seddat se trouve dans la région montagneuse du Rif central, au sein de la province d’Al Hoceïma, plus précisément dans la zone de Ketama – Issaguen. Ce territoire est caractérisé par un relief escarpé, des vallées profondes et une végétation dense, notamment autour du massif de Tidighin.

## Langue
Les habitants des Aït Seddat parlent une variante locale du tamazight , appelée souvent Sanhadji de Srayr. C’est une langue berbère nordique distincte des variétés parlées dans le Rif occidental ou dans le Moyen Atlas.

## Mode de vie
Traditionnellement, les Aït Seddat vivent d’activités agricoles, d’élevage et d’artisanat local. Le mode de vie est largement influencé par l’environnement montagnard, avec des pratiques communautaires solidaires et des coutumes amazighes bien ancrées.

## Organisation sociale
Comme d’autres fractions senhajiennes, les Aït Seddat sont organisés en structures tribales internes, avec une forte cohésion familiale. Les assemblées locales (ajmaɛ) jouaient historiquement un rôle central dans la prise de décision communautaire.

## Culture
La culture des Aït Seddat est marquée par la tradition orale, les chants amazighs en berbère Tasenhajit (Tichribin), les habits traditionnels en laine, ainsi que les fêtes rurales et religieuses.

## Histoire
Bien que peu documentée dans les sources écrites, l’histoire des Aït Seddat s’inscrit dans celle des tribus Senhaja Sraïr, connues pour leur résistance historique à diverses formes de domination, leur isolement relatif et leur rôle dans la préservation de l’amazighité au nord du Maroc.